# Humberto Robles
Humberto Robles de León (Ciudad de México, 9 de noviembre de 1965) es un dramaturgo, guionista y activista por los derechos humanos mexicano. 

## Biografía
Ha trabajado en cine, teatro, televisión, cabaret, comerciales, videos y cortometrajes en las áreas de vestuario, escenografía, ambientación, producción, dirección y como escritor. Paralelamente colabora con varias organizaciones de derechos humanos.
Sus obras de teatro han sido montadas y representadas en varios lugares de México así como en varias ciudades de Alemania, Australia, Austria, Uruguay, Paraguay, Brasil, Bélgica, Argentina, Puerto Rico, Canadá, Chile, Costa Rica, Colombia, Cuba, Bolivia, Italia, España, Francia, Escocia, Inglaterra, Japón, República Checa, Portugal, Panamá, Perú, República Dominicana, Rumania, Taiwán, Estados Unidos y Venezuela, 
Autor de las obras de teatro: "Frida Kahlo Viva la Vida" monólogo sobre la vida de Frida Kahlo, "El Ornitorrinco" una comedia sobre la sexualidad, "Mujeres de Arena" (Testimonios de mujeres en Ciudad Juárez) sobre los feminicidios en Ciudad Juárez, Chihuahua, dedicada a Pável González, "La noche que jamás existió" un encuentro ficticio entre William Shakespeare y Elizabeth I, "Leonardo y la máquina de volar" sobre los últimos días de Leonardo Da Vinci, "alamar" con textos de Julian Barnes, Luis Cernuda y Juan Ríos Cantú, "El Arca de Noelia", "Les Demoisselles d'Avignon", "Nahui Ollín: insaciable sed" basada en la vida de Nahui Ollin, "Sueños Interrumpidos" sobre los hermanos Cerezo Contreras, "Tomóchic: la voluntad de un pueblo", el cuento antinavideño "Amarga Navidad", la antipastorela "Jesús María y José José", "7 Mujeres", entre otras, así como de los cuatro espectáculos "Mujeres sin miedo: Todas somos Atenco" sobre la represión en San Salvador Atenco de 2006, "Nosotros somos los culpables", basada en el libro homónimo de Diego Osorno, sobre el Incendio en la Guardería ABC, "Amadeus 2001", "Ni Princesas ni Esclavas" y "Divorciadas Jajá Jajá", entre otros. Escribió la obra breve "Del otro lado de la puerta" para el 25N Arte por la Paz, Uruguay. También ha escrito espectáculos de cabaret para Felipe Nájera (interpretando a "La Doña"), así como de Liliana Felipe y Astrid Hadad, y los libretos de los espectáculos "Voces contra la violencia" y del Festival "Atenco Resiste".
En 2007, la prensa española dijo de él: "Actualmente es, quizá, uno de los dramaturgos de México más representados en los teatros de la comunidad hispanoamericana." Así como que "es uno de los dramaturgos más prometedores de la creación teatral contemporánea en México, habiendo estrenado además textos comprometidos sobre las duras condiciones de vida de la mujer mexicana." En 2008, la prensa británica dijo de él: "Uno de los autores mexicanos más representados en ambos lados del Atlántico". En 2009, la Fundación La Barraca de Venezuela dijo de él: “Ha logrado que sus textos teatrales sean continuamente representados a lo largo y ancho de la geografía mundial y lo más asombroso aún, es que a través de sus obras ha logrado introducir su teatro en la comunidad hispanoamericana […] El éxito de Humberto Robles es todo un fenómeno mundial”. En 2010, Ràdio Klara, de Valencia, España, expresó "Humberto Robles es un dramaturgo mexicano, el dramaturgo más representado en toda Europa". En 2011, Ofelia Huamanchumo de la Cuba dijo a la prensa peruana que "A diferencia de todo lo que el teatro contemporáneo en español ofrece, la obra central de Humberto Robles, cuyo solo punto de apoyo es México, mantiene una línea de comunicación con el público profundamente humana y universal, razón por la cual sea quizás el autor más representado, y mejor recepcionado, en la actualidad a nivel mundial, y no solo en países de habla hispana, como confirma la crítica internacional". Asimismo Enrique Olmos de Ita expresó que "Al frente de este puñado de creadores y valientes promotores de la fatalidad nacional, se encuentra el autor y director de escena, Humberto Robles. Al mismo tiempo, el dramaturgo mexicano vivo con mayor número de montajes en el exterior. Se trata de un creador cuyas obras viajan por la lengua castellana a una velocidad inusual, que ha entrado en Europa y el mundo anglosajón y además se ha convertido —o quizá lo era antes— en un prominente luchador social y defensor de algunos de los derechos sociales fundamentales que no gozan sus paisanos... Estamos frente al dramaturgo mexicano vivo más representado fuera del país".
Por la obra "La noche que jamás existió" obtuvo el Premio Nacional de Dramaturgia "Emilio Carballido" 2014.
En 2018, para conmemorar los 40 años del legendario Teatro do Ornitorrinco, su director Cacá Rosset tradujo y montó la obra de teatro-cabaret "Ni Princesas Ni Esclavas", con Christiane Tricerri, Angela Dippe y Rachel Ripani; espectáculo con escenografía y vestuario de José de Anchieta Costa, proyecto incluido en la 6ª Edición del Premio Zé Renato de Teatro para a Cidade de São Paulo. En el marco de estos festejos, también montaron "Frida Kahlo Viva la Vida", con Christiane Tricerri, dirigida por Cacá Rosset.
Trabajó en diversas áreas en las telenovelas "El Pecado de Oyuki", "Teresa", "Yo no creo en los hombres", "Las secretas intenciones" y "Retrato de familia". Fue coautor y productor asociado de las telenovelas "Gente Bien" y "Ramona". Coescribió las telenovelas "Deseo Prohibido", "El Sexo Débil", "Por ella soy Eva", "Que pobres tan ricos", "Antes muerta que Lichita", "Papá a toda madre", "Vencer el Miedo", "Vencer el desamor", "Vencer el pasado", "Vencer la ausencia" y "Vencer la culpa". Escribió las cápsulas culturales sobre México de la cadena teleSur. Realizó la investigación y los guiones de algunos programas de Los Once Más para Once TV. También ha hecho guiones para diversas campañas de derechos humanos.
Colaboró en la producción de los videos "Cuéntame", de Joselo Rangel (Oso de Café Tacvba), y "Terremoto", de Fratta, dirigido por Carmen Huete, así como en varios cortometrajes de la UIA y los cortometrajes "El Guardadito", de Juan Ríos, "Visita de doctor", de Vanessa Bauche y "¿A destiempo?", de Manuel Sevilla, entre otros.
Ha impartido talleres de Adaptación a TV y Teatro, de Periodismo y Medios Independientes en Monterrey, Nuevo León, en la Universidad Modelo de Mérida, Yucatán, de Guion de Ficción para TV en el Instituto FEC de Montevideo, Uruguay, y un Taller sobre Adaptación al Teatro en la Universidad de Costa Rica.
Fue invitado especial del III Encuentro de Escrituras Se escribe Mercosur en Maldonado, Uruguay, 2008. Invitado al Encuentro Binacional de Dramaturgos en el Centro Cultural de Tijuana, Baja California, 2009. Taller "Militancia y Cabaret", dentro del X Festival Internacional de Cabaret, 2010. Mesa: Teatro y Frontera", dentro de la Feria del Libro Teatral, 2010.
Fue integrante del "MCTB Movimiento Cultural Techo Blanco", colaboró con la difusión del "Teatro La Capilla", y fue miembro de "la resistencia teatro".
De 2015 a 2023 fue Jefe de Sección de Teatro en la revista de artes, ciencias y humanidades Archivado el 14 de octubre de 2017 en Wayback Machine. Las nueve musas y colaboró como columnista en Somos el Medio.

## Teatro
- Tomóchic: la voluntad de un pueblo (1991)
- Frida Kahlo Viva la Vida (1998)
- Sangre en los Tacones (1999)
- El Maestro y Margarita - Adaptación de la novela homónima de Mijaíl Bulgakov - (2000)
- Amadeus 2001 (2001)
- El Ornitorrinco (2001)
- Nahui Olín: Insaciable Sed (2001)
- Mujeres de Arena (Testimonios de Mujeres en Ciudad Juárez) (2002)
- Ni Princesas Ni Esclavas (2003)
- La Rebelión de los Ángeles - Versión libre de la novela homónima de Anatole France - (2003)
- Alamar (2004)
- Leonardo y la máquina de volar (2005)
- Mujeres sin Miedo: Todas somos Atenco (2006)
- Sueños Interrumpidos (2006)
- Les demoiselles d'Avignon (2007)
- Divorciadas Jajá Jajá (2007)
- Del otro lado de la puerta (2008)
- El Arca de Noelia (2008)
- La noche que jamás existió (2009)
- Que no se culpe a nadie de mi muerte (2010)
- Amarga Navidad - cuento antinavideño (2010)
- Secreto de Confesión (2010)
- Jesús, María y José José - antipastorela (2010)
- Nosotros somos los culpables - Basada en el libro homónimo de Diego Enrique Osorno, sobre el Incendio en la Guardería ABC (2011)
- 7 Mujeres (Cada quien su boda) - en coautoría junto con Juan Ríos Cantú (2011)
- Los 4 jinetes del apocalIFE (2012)
- Los derechos de los zurdos (2013)
- Faisán para los Fantoches (2015)
- Margaritas con sabor a pólvora (2017)

## Premios y nominaciones
Como dramaturgo ha recibido cinco premios nacionales y uno internacional:
- "Tomóchic: la Voluntad de un Pueblo" en el del IV Concurso de Teatro Histórico de México, 1991
- "Doña Gallo y sus Zapatistas" de la Casa del Teatro y el CITRU, 1995
- "Frida Kahlo Viva la Vida" como Mejor Iniciación Dramática por la APT, 2001
- "El Arca de Noelia", ganadora del X Concurso de Dramaturgia para Adultos, Fundación La Barraca, Venezuela, 2008
- "La Noche que Jamás Existió", Premio Nacional de Dramaturgia "Emilio Carballido" 2014
- En 2018, el montaje neoyorkino de "Frida Kahlo Viva la Vida" ganó el premio como Mejor Espectáculo Biográfico en el United Solo Festival.[7]
- En 2019, recibió el premio San Ginés de Oro[8] por ser el dramaturgo mexicano con mayor representatividad a nivel internacional.

Como escritor en televisión:

### Premios TVyNovelas
| Año  | Categoría                | Telenovela               | Resultado |
| ---- | ------------------------ | ------------------------ | --------- |
| 2013 | Mejor guion o adaptación | Por ella soy eva         | Nominado  |
| 2016 | Mejor guion o adaptación | Antes muerta que lichita | Nominado  |
| 2020 | Mejor guion o adaptación | Vencer el miedo          | Nominado  |

## Libros y publicaciones
- LargeBooks Editora edita por primera vez la obra Frida Kahlo Viva a Vida! en portugués, con introducción y notas del autor.[16]

- Los Textos de La Capilla -Segunda Época- edita el libro Mujeres de arena,[17] con prólogo de Marisela Ortiz y el artículo de Eugenia Muñoz "Mujeres de arena: una orquestación de voces para la conciencia y la justicia". Las ganancias de este libro son destinadas a las organizaciones Nuestras Hijas de Regreso a Casa y al Comité Cerezo México.

- Ediciones Malaletra editó las versiones digitales en español de Mujeres de arena.[18]
- Zucherhut Theaterverlag editó las versiones digitales en alemán de Frida Kahlo: Viva la Vida y Mujeres de arena (Frauen aus Sand).[19]
- El monólogo "Frida Kahlo Viva la Vida" se editó por primera vez en español en México en la antología "Locus Solus" de la editorial del Teatro El Milagro, 2013.

- Ha publicado artículos en varias revistas: Revista Rebeldía: "Mujeres de arena con dedicatoria a Pável[20]", Revista Solidaridad Global (Argentina) "Ciudad Juárez: Matanza de mujeres", Revista Revuelta "Teatro-Documental: otra forma de denuncia social[21]", Revista PAPELES (España) "Ciudad Juárez: donde ser mujer es vivir en peligro de muerte",[22] Revista Pasodegato "Mujeres de Arena: teatro contra la violencia de género", Revista PAPELES (España) "Atenco: un caso de terrorismo de Estado",[23] Revista Conjunto de la Casa de las Américas "Mujeres de Arena: Teatro Útil",[24] La Habana, Cuba.

- Se publicó su testimonio como portador en el libro "25 años de SIDA en México".[25]

## Televisión
- Cuentos de la Madrugada - Asistente de ambientación (1984)
- El Pecado de Oyuki - Asistente de ambientación (1986)
- Teresa - Difusión y publicidad (1989)
- Yo no creo en los hombres - Difusión, publicidad y asistente de la productora (1991)
- Las secretas intenciones - Editor literario y asistente de la productora (1993)
- Retrato de familia - Editor literario y Coordinador de producción (1995)
- Gente Bien - Escritor y Productor Asociado (1998)
- Ramona - Escritor y Productor Asociado (2000)
- Sólo se ama dos veces - Escritor (2003)
- Historia de una Pasión - Escritor (2006)
- Deseo prohibido - Escritor (2008)
- El sexo débil - Escritor (2011)
- Por ella soy Eva - Coadaptador (2012)
- Qué pobres tan ricos - Coadaptador (2013-2014)
- Antes muerta que Lichita- Escritor (2015)[26]
- Papá a toda madre - Coadaptador (2017-2018)
- Vencer el miedo - Coadaptador (2020)
- Vencer el desamor - Coadaptador (2020)
- Vencer el pasado - Coadaptador (2021)
- Vencer la ausencia - Coadaptador (2022)
- Vencer la culpa - Coadaptador (2023)
- Papás por conveniencia - Coadaptador (2024)
- Papás por siempre - Coadaptador (2025)

## Filmografía
| Año  | Película                                             | Director                    | Actividad                 |
| ---- | ---------------------------------------------------- | --------------------------- | ------------------------- |
| 1980 | Campanas Rojas                                       | Serguei Bondarchuk          | Asistente de vestuario    |
| 1984 | Historias Violentas                                  | Varios                      | Asistente de producción   |
| 1985 | Las Lupitas                                          | Rafael Corkidi              | Asistente de escenografía |
| 1987 | Miss Caribe                                          | Fernando Colomo             | Ambientador               |
| 2006 | Juárez: la ciudad donde las mujeres son desechables  | Alex Flores\|Lorena Vassolo | Él mismo                  |
| 2010 | Messico, angeli e demoni nel laboratorio dell'impero | Fulvio Grimaldi             | Él mismo                  |

## Derechos Humanos
Colabora con las organizaciones
- Nuestras Hijas de Regreso a Casa
- Mujeres sin Miedo
- Comité Cerezo
- Red Solidaria Década Contra la Impunidad
- Comité Digna
- Pável González: contra el olvido y la impunidad
- Perteneció al hoy extinto Comité Libertad y Justicia para Atenco

Como integrante de Nuestras Hijas de Regreso a Casa y por su labor en la defensa de los derechos humanos, es invitado a la Cumbre Mundial de la Paz Bogotá 2009, Colombia, en la mesa "Mujeres y Cultura de Paz", con la conferencia "Ciudad Juárez: matanza de mujeres", del 1 al 4 de octubre de 2009.